# Ocskay Gusztáv
Ocskói Ocskay Gusztáv (Ocskó, 1850. június 16. – Budapest, 1915. február 21.) magyar királyi államvasuti főellenőr.

## Élete
Ocskón született, ahol atyja Ocskay Alajos birtokos volt. A gimnáziumot Nyitrán, Győrött és Pozsonyban végezte, a technikai katona-akadémiát Tullnban végighallgatta. Tanulmányainak és külföldi (ázsiai sat.) hosszabb utazásainak befejezése után Budapestre ment és itt kezdte meg irodalmi kísérleteit. Az Egyetértés munkatársa lett és a külföldi német lapokba is írt; cikkeivel a magyar közönség figyelmét a Hunyad vármegyében elrománosodott székelyekre terelte; a sajtó útján gyűjtést is indított, hogy így segédforrás támadjon, mely biztosíthatná azok visszamagyarosítását; így az első lökést adta az erdélyi közművelődési egyesület megalakítására. 1870-ben a Magyar Királyi Államvasutak szolgálatába lépett és sajtóirodájának vezetője lett, 1892-ben államvasúti főellenőrré, 1901-ben a sajtó-szakosztály főnökévé, 1903. január 3-án felügyelővé nevezték ki.
Áljegyei: Én és O. G.

## Publikációi
Cikkei az Egyetértésben (1885. 162. sz. A magyarosító népiskola, 1886. 185. sz. A Vág völgye, 190. Natália királyné, 1887. 197. sz. Balogh János hűtlenségi pöréhez; 1888. 21. sz. Benyovszky Móricz igazi életrajza, 25. Válasz Jókai Mórnak Benyovszkyról, 88. Amerikába, 102. sz. Az oroszok Ó-Turán, 256. sz. Reminiszczencziák a régi Magyarország idejéből)
a Budapesti Hirlapban (1885. 76. A piskii telep, 231. Gazdasági állapotok Nyitramegyében, 1887. 275. sz. Egy aradi vértanu életéből: Kis Ernő. 1888. 338. Ad audiendum verbum regium); a Pesti Hirlapban (1885. 153. A piskii telep)
a Westungarischer Grenzboteban (1885. 4434. sz. Belgrad, 1886. 4443. Battenberg, 4720. Humanität, 4552. Wie einst der Agrarfrage vorgebeugt wurde, 4562. Ristics, 1887. 4828. Friede oder Krieg, 4858. Zur Geschichte der Pressburger Judengarde, 4879-80. Salonichi, 4882. Fürst Alexander von Bulgarien, 4884. Rákosi Jenő und die Budapester Oper, 4957. Das europäische Gleichgewicht, 4979. Du sollst nicht tödten, 4994. Die Gömörer Gegend und deren Eisgrotte; 5002. Aus dem Budapester Gerichtssaale, 5144. Leo der XIII., 1888. 5169. Naturhistorisches, 5223. Du sollst den Namen deines Gottes nicht eitel nennen! 5340. sat. Der Glaube, 5398. Der Räuberhäuptling Ilica Kassirov, 5442. sat. Interessantes aus dem Leben eines Fürstbischof's)
a Pesti Naplóban (1885. 161. A piskii népiskola ügye): a Budapester Tagblattban (1886. 82. Ein Bild aus alten Zeiten, 96. Lacroma); a Képes Családi Lapokban (1886. Turista levél); az Ország Világban (1887. Az utolsó Ottenstein, 1888. Utazás a Felvidéken); a Politisches Volksblattban (1888. 67. Moriz Benyovszky's wahre Lebensbeschreibung 101. Fort nach Amerika); a Nyitramegyei Közlönyben (1891. 7. és követk. sz. Nyitramegyei főispánok sat.

## Művei
- Zóna-menetjegyárak. Bpest, 1889.
- Vasuti szaknaptár 1890-re. Bpest.
- A magyar királyi államvasutak utiképekben. Bpest, 1890.
- Reminiszczencziák a mult- és régmultból. Bpest, 1890. (Szerző fénynyomatú arczképével. Hirlapi czikkek. Németül. Bpest, 1890.).
- Legujabb reform a személyszállítási jegyrendszer terén. Ocskay Gusztáv és Ott János uraknak az összes személy- és podgyász-pénztárak megszüntetésére czélzó javaslata. Bpest, 1891.
- Vasut mentén. A m. kir. államvasutak, továbbá a Győr-Sopron-Ebenfurti és Eperjes-Bártfai vasut állomásai mentén fekvő városok és azok vidéteinek leírásai. Bpest, 1894. (Baedecker, adomák sat. Ism. Vasárnapi Ujság 34. sz.)
- A királybíró. Elbeszélés. Bpest, 1899. (Pályanyertes munka.).
- Ocskay brigadéros igazi életrajza és a Rákóczy-kor jellemzése. Bpest, 1902. (Ism. Vasárnapi Ujság 19. sz.) Online
- Érdekes adatok a m. kir. államvasutakról. Hely és év n. (Névtelenül).
- Az amerikai kivándorlás valódi okai. Budapest, év n.
- Tengeren. Hely és év n.
- Exercitus Hungaricus. Írta Titus Aemilius. Bpest, 1903.

Szerkesztette és kiadta a Vasuti Zsebnaptárt 1892-től Budapesten.